# Women on Waves
Women on Waves is een Nederlandse non-profitorganisatie. Het doel van de organisatie is het kweken van bewustzijn en het bevorderen van de discussie over abortuswetten die Women on Waves te streng vindt, en daarnaast het bieden van niet-chirurgische abortussen voor vrouwen die in landen wonen waar abortus niet is toegestaan.
Women on Waves biedt ook contraceptie en advies op het gebied van geboortebeperking.
De diensten worden aangeboden op een speciaal hiervoor gebouwd schip dat voorzien is van een mobiele kliniek. Als Women on Waves een land bezoekt, worden vrouwen aangemoedigd een afspraak te maken. Eenmaal aan boord vaart het schip naar internationale wateren (waar op het schip de Nederlandse wet van toepassing wordt) om de abortussen met een abortuspil uit te voeren.
De organisatie werd opgericht in 1999 door de Nederlandse arts Rebecca Gomperts, een voormalige Greenpeace-activist. Women on Waves voer in 2001 naar Ierland en in 2003 naar Polen. In 2004 werd hun poging de Portugese wateren binnen te varen geblokkeerd door de Portugese overheid die het schip tegenhield met een oorlogsschip.
In 2005 werd Women on Waves aangevuld met Women on Web, een online hulpdienst die vrouwen helpt toegang te krijgen tot een veilige medische abortus.
In 2017 moest de abortusboot wegvluchten uit de territoriale wateren van Guatemala toen de autoriteiten de crew dreigden te arresteren.